# Helpt
Helpt is een ortsteil van de Duitse stad Woldegk in de deelstaat Mecklenburg-Voor-Pommeren. Tot 25 mei 2014 was Helpt een zelfstandige gemeente in het oosten van de Landkreis Mecklenburgische Seenplatte.

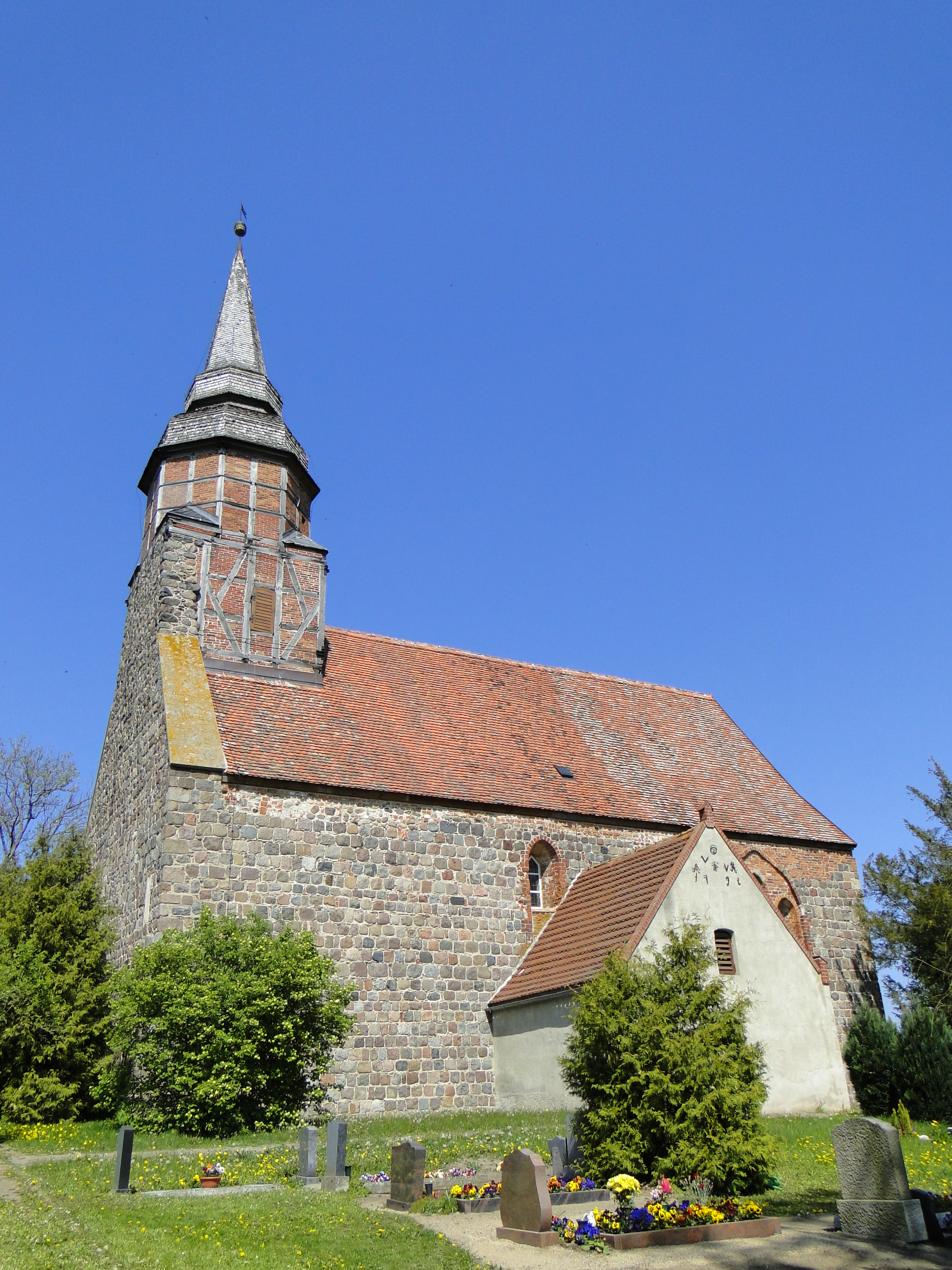
Kerk van Helpt